# International Meal Company
O IMC (International Meal Company) é uma das maiores empresas de alimentação fora do lar no Brasil, atuando também no Panamá, Colômbia e Estados Unidos. A holding IMC foi formada em 2006 pelo fundo de private equity Advent International com o objetivo de desenvolver negócios nas áreas de concessões e de restaurantes no setor de varejo de alimentação.
No Brasil, a IMC atua desde 2007 em aeroportos, rodovias, shopping centers e hospitais, tendo como principais marcas Frango Assado, Viena (na qual foram adquiridas pelo grupo em 2008), Batata Inglesa, RA Catering, além de ter os direitos de operar o Olive Garden, a Pizza Hut e o KFC no Brasil.
O RA Catering, especializada em fornecer refeições rápidas para empresas aéreas, ainda está presente na Colômbia e estava no Panamá, onde a IMC também possui restaurantes em aeroportos e shopping centers. Nos Estados Unidos, a IMC opera as redes Margaritaville e LandShark.

Em 2022, companhia emprega mais de 10.000 colaboradores, em aproximadamente 560 restaurantes, incluindo próprios e franqueados de 16 diferentes marcas.